# تيراسا بادوفانا
تيراسا بادوفانا (بالإيطالية: Terrassa Padovana)‏ هي بلدية في مقاطعة باذوة في منطقة فنيتة الإيطالية، وتقع على بعد 40 كيلومترًا (25 ميلًا) جنوب غرب البندقية و20 كيلومترًا (12 ميلًا) جنوب باذوة.